# Döröske
Döröske is een plaats (község) en gemeente in het Hongaarse comitaat Vas. Döröske telt 110 inwoners (2006).